# Канадська платформа

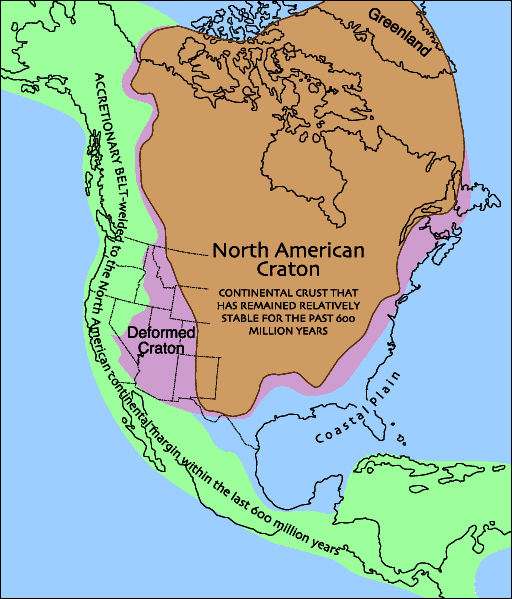
Лаврентія або Північно-Американський кратон

Кана́дська платфо́рма (також: Північно-Американська платформа або Лаврентія) — геоструктурний елемент високого рангу, докембрійська геологічна платформа, яка займає більшу частину території материка Північна Америка і острова Гренландія. Фундамент платформи знаходиться в межах Канадського щита, на іншій частині він перекритий фанерозойським осадовим чохлом. З докембрійськими метаморфічними породами Канадського щита пов'язані родовища руд заліза, міді, нікелю, урану, золота і кольорових металів. Осадовий чохол платформи містить поклади нафти, газу, кам'яного вугілля, калійних і кам'яних солей та інших корисних копалин.

## Геологічна історія
- Близько 2,5 млрд років тому, континент Арктика утворюється як незалежний континент.
- Близько 2,45 млрд років тому, Арктика увійшла до складу суперконтиненту Кенорленд.
- Близько 2,1 млрд років тому, після руйнації Кенорленду, кратон Арктика у складі відносно невеликого супер-континенту Нена, разом з кратонами Балтія і Східна Антарктида.
- Близько 1,8 млрд років тому, Лаврентія у складі супер-континенту Колумбія.
- Близько 1,5 млрд років тому, Лаврентія стала незалежним континентом.
- Близько 1,1 млрд років тому, Лаврентія у складі супер-континенту Родинія.
- Близько 750 млн років, Лаврентія у складі відносно невеликого суперконтиненту Протолаврусія
- Близько 600 млн років, Лаврентія у складі супер-континенту Паннотія
- У кембрії (542 ± 0,3 до 488,3 ± 1,7 млн років), Лаврентія стала незалежним континентом.
- У ордовику (488,3 ± 1,7 до 443,7 ± 1,5 млн років), терен Лаврентії скоротився, на користь Балтії.
- У девоні (416 ± 2,8 до 359,2 ± 2,5 млн років), Лаврентія з'єдналась з Балтикою, утворюючи відносно невеликий суперконтинент Євроамерика
- Перм (299,0 ± 0,8 до 251,0 ± 0,4 млн років), всі основні континенти утворюють суперконтинент Пангея
- Юра (199,6 ± 0,6 до 145,5 ± 4 млн років), Пангея розкраюється на два відносно невеликих суперконтиненти: Лавразія і Гондвана. Лаврентія у складі суперконтиненту Лавразія.
- Крейда (145,5 ± 4 до 65,5 ± 0,3 млн років), Лаврентія — незалежний континент або Північна Америка.
- Неоген (23,03 ± 0,05 млн років до наших днів), Лаврентія, у складі Північної Америки, утворює міст з Південною Америкою, утворюючи невеликий суперконтинент Америка.